# 국가행정
국가행정은 국가가 직접 그 기관을 통하여 행하는 행정이라고 한다. 행정의 원칙적인 형태이다.

## 같이 보기
- 자치행정
- 위임행정